# Барета (Алесандрија)
Барета (итал. Baretta) је насеље у Италији у округу Алесандрија, региону Пијемонт.
Према процени из 2011. у насељу је живело 37 становника. Насеље се налази на надморској висини од 271 м.